# OGAS
OGAS (em russo: Общегосударственная автоматизированная система учёта и обработки информации, "ОГАС"; em português: Sistema Nacional Automatizado para Cálculo e Processamento de Informação) foi um projeto soviético que visava criar uma rede nacional de compartilhamento de informação. Teve sua origem em 1962, porém por falta de fundos, foi descontinuado em 1970. Foi uma das tentativas socialistas de criação de uma rede cibernética em escala nacional.
No ano de sua concepção, o governo americano via o projeto como uma grande ameaça pelo risco de "grandes aumentos de produtividade", o que iria "perturbar o mercado mundial". Arthur M. Schlesinger Jr., historiador e assistente especial do presidente Kennedy, descreveu o compromisso soviético com a cibernética como algo que poderia dar ao Estado soviético uma "vantagem tremenda" no que diz respeito às tecnologias de produção, complexos industriais, controles por realimentação e computadores autodidatas.

## Conceito

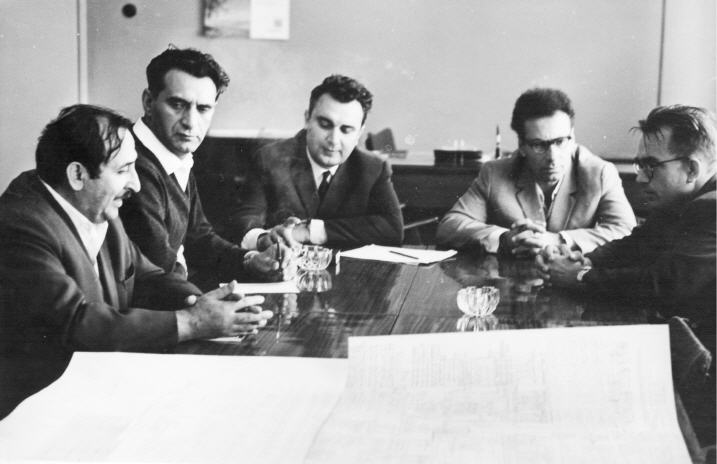
Glushkov (primeiro da direita para a esquerda) no Centro de Computação da Academia Armênia de Ciências

O arquiteto principal do OGAS foi Viktor Glushkov, cientista da computação e hoje considerado um dos pais da cibernética. Antes do sistema de Glushkov, uma outra proposta com o mesmo propósito, elaborada por Anatoly Kitov em 1959 e denominada "Sistema Automático de Gerencimento Econômico", já havia sido rejeitada: o Exército Vermelho temia a necessidade de compartilhamento de informações com o setor civil.
Viktor propôs sua alternativa em 1962 como uma rede hierárquica de três níveis: em sua base, 20.000 terminais em localizações consideradas economicamente significantes; acima, 200 centros computacionais em cidades de grande porte e por fim, no topo, um centro computacional em Moscou.
Embora hierárquica, a rede permitiria que qualquer par de terminais pudesse transmitir dados entre si em tempo real, se utilizando da infraestrutura telefônica pré-existente no país. Além de seu objetivo original, Glushkov ainda propôs a utilização do sistema como uma maneira de transicionar a economia soviética para um modelo sem a necessidade de papel-moeda: todos os pagamentos seriam feitos de forma eletrônica.